# شخصية د
شخصية د هي الشخصية التي تميل إلى السلبية (قلقة، سريعة الإثارة، كئيبة) وأيضا تميل إلى التحفظ من إبداء الرأي في الكثير من الأمور وغير واثقة كثيرا في نفسها. جاءت التسمية بشخصية (د) من المفردة الإنجليزية (distressed) «تعيسة».
أفراد شخصية (د) يميلون للمشاعر السلبية في حياتهم اليومية ولا يحبذون مشاركة هذه المشاعر مع الآخرين، خوفا من رفض المجتمع لهم أو وضعهم تحت مجهر الانتقاد والتجريح. بعد دراسة بحثية قام بها دكتور علم النفس الطبي الهولندي (جون دينوليت)، وجد بأن 21% من المجتمع يمثلون شخصية (د). أما في عينة مرضى القلب فشكلوا ما نسبته 53% من المرضى.
وأظهرت البحوث بأن مصابي القلب والذي تكون شخصيتهم (د) يعانون أكثر في التشافي مقارنة بالشخصيات الأخرى، كما أن معدل الوفاة عندهم بسبب أمراض القلب يصل إلى 4 أمثال المرضى الآخرين
يقيم الباحثون شخصية (د) بناء على اختبار موثق يتكون من 14 سؤال يسمى بـ(مقياس شخصية د). سبعة أسئلة منه تعنى بالسلوك السلبي، والـسبعة الأسئلة الأخرى تعنى بالتحفظ الشديد مع المجتمع. من يحصل على 10 نقاط من 14 يصنف بأنه شخصية (د). يستخدم هذا الاختبار في العيادات للكشف عن خطر الإصابة بأمراض القلب.